# How a Realist Hero Rebuilt the Kingdom
How a Realist Hero Rebuilt the Kingdom (яп. 現実主義勇者の王国再建記, Genjitsu Shugi Yūsha no Ōkoku Saikenki, укр. «Як герой-реаліст перебудовує королівство») — серія ранобе, написана Додзьомару та проілюстрована Фуююкі. Сюжет розповідає про Кадзую Сому, студента-гуманітарія, який стає героєм і використовує свої знання реалізму та макіавеллізму, щоб відновити королівство. Манґа-адаптація створена Сатосі Уедою, почала публікуватися онлайн на сайті Comic Gardo видавництва Overlap у липні 2017 року. Цифровий видавець J-Novel Club ліцензував як ранобе, так і манґу для випуску англійською мовою. Аніме-адаптація від студії J.C.Staff транслювалася з липня 2021 року до квітня 2022 року.

## Сюжет
Кадзуя Сома — молодий чоловік, який раптово переноситься до іншого світу, де дізнається від Альберта Ельфрідена, короля Королівства Ельфріден, що той зрікається престолу на його користь. Також йому повідомляють, що він заручений із дочкою Альберта, Лішею. Вирішивши відновити економіку країни, яка переживає кризу, Кадзуя збирає талановитих громадян, які допоможуть йому з реформами.

## Персонажі

### Головні герої
Кадзуя Сома (яп. 相馬 一也 / ソーマ・カズヤ, Sōma Kazuya)
Призваний до іншого світу нібито для боротьби із загрозою Володаря Демонів, Кадзуя несподівано отримує трон Королівства Ельфріден та руку Лісії Ельфріден. Ставши королем, він розпочинає радикальні реформи для покращення рівня життя в королівстві. Під час Тижневої війни Кадзуя опиняється втягнутим у громадянську війну проти герцогів Георга Карміна та Кастора Варгаса, одночасно воюючи з Князівством Амідонія. Завдяки низці військових стратегій Кадзуя здобуває перемогу та анексує Амідонію (хоча це не входило в його плани), створюючи Об'єднане Королівство Ельфрідену та Амідонії, яке згодом стає відомим як Королівство Фрідонія. Він також укладає таємний союз із імператрицею Марією Ейфорією з Імперії Великого Хаосу. Хоча Кадзуя не є вправним воїном, він здатний використовувати темну магію.
Лісія Ельфріден (яп. リーシア・エルフリーデン, Rīshia Erufurīden)
Принцеса-королівна Королівства Ельфріден і перша наречена Кадзуї, Лісія була поруч із ним від самого початку. Спочатку незадоволена несподіваним зарученням, Лісія згодом зм'якшується і розвиває до Кадзуї глибокі почуття. Після завершення Тижневої війни вони взаємно визнають свою любов, що призводить до початку їхнього подружнього життя. Лісія терпимо ставиться до численних жіночих прихильниць Кадзуї, навіть заохочуючи його брати більше дружин, однак наполягає на збереженні свого статусу першої дружини.
Айша Удгард (яп. アイーシャ・ウドガルド, Aīsha Udogarudo)
Дочка вождя Темних Ельфів з Лісу, що під захистом богів, Айша є однією з п'яти обдарованих людей, яких Кадзуя зібрав у рамках своєї першої реформи. Вона служить особистою охоронницею Кадзуї та закохується в нього під час інциденту з зсувом, який зруйнував її дім. Після Тижневої війни Айша стає другою нареченою Кадзуї на знак визнання її заслуг у війні проти ворожого Князівства Амідонія. Вона є досвідченою воїтелькою та великим любителем їжі, а Кадзуя вважає її схожою на милого домашнього улюбленця.
Джуна Дома (яп. ジュナ・ドーマ, Juna Dōma)
Також відома як Леді Канарія, представниця Морських сил Королівства Ельфріден, Джуна є онукою герцогині Ексель Волтер, яка була відправлена шпигувати за Кадзуєю після його призначення королем. Вона також одна з п'яти обдарованих людей. Джуна допомагає Кадзуї як у воєнний, так і в мирний час, виконуючи роль Прими Лорелей — реалізації японської концепції ідола. Після того, як вона закохується в Кадзую, Джуна стає його третьою нареченою, хоча заручини тримають у таємниці, щоб уникнути заворушень, які могли б виникнути, якби простий народ дізнався, що популярна ідолка виходить заміж.
Ророа Амідонія (яп. ロロア・アミドニア, Roroa Amidonia)
Принцеса колишнього Князівства Амідонія, Ророа своєю хитрістю змусила Кадзую взяти її як четверту наречену та анексувати всю територію Амідонії, а не лише столицю. Це було зроблено для того, щоб запобігти захопленню території Республікою Тургіс чи Ортодоксальною Папською Державою Лунарії після поразки Князівства у війні. Ророа має гострий розум у питаннях економіки й очолює приватну компанію «Срібний Олень», офіційним обличчям якої є її знайомий Себастьян Сільвадія.
Наден Дерал (яп. ナデン・デラール, Naden Derāru)
Дракон із Гірського хребта Зоряних Драконів, Наден зазнавала утисків через відсутність крил, але Кадзуя зрозумів, що вона є рю (дракон, який не має крил), і уклав із нею контракт, попри те, що він не був частиною Королівства Драконів Нотунг. Згодом Наден стала п'ятою нареченою Кадзуї.

### Королівство Ельфріден/Королівство Фрідонія
Хакуя Квонмін (яп. ハクヤ・クオンミン, Hakuya Kuonmin)
Прем'єр-міністр Королівства Ельфріден (згодом Королівства Фрідонія), Хакуя є одним із п'яти обдарованих людей, зібраних під час першої реформи Кадзуї. Він виступає правою рукою Кадзуї та має надзвичайну проникливість у психологію людей. Хакуя є неформальним другом Жанни Ейфорії, молодшої сестри Марії Ейфорії, імператриці Великого Хаосу. Він високо цінує філософії, на які посилається Кадзуя, визнаючи мудрість Землі.
Пончо Панакотта (яп. ポンチョ・パナコッタ, Poncho Panakotta)
Міністр сільського господарства та лісництва Королівства Ельфріден, Пончо є одним із п'яти обдарованих людей, зібраних під час реформ Кадзуї. Завдяки його величезним знанням про їстівні делікатеси, він відіграв ключову роль у подоланні нестачі продовольства в королівстві. Кадзуя дав йому ім'я Ішідзука.
Томое Інуї (яп. トモエ・イヌイ, Tomoe Inui)
Представниця раси Містичних Вовків і одна з п'яти обдарованих людей, Томое володіє рідкісною здатністю спілкуватися з усіма видами звірів і тварин. Коли стало відомо, що вона може розмовляти з демоном, Кадзуя негайно визнав її надзвичайно цінною. Для її захисту Альберт і Еліша Ельфріден усиновили Томое, зробивши її майбутньою сестрою Кадзуї та прийомною сестрою Лісії.
Халберт Магна (яп. ハルバート・マグナ, Harubāto Maguna)
Син дворянського дому Магна та член Армії Ельфрідену під командуванням герцога Георга Карміна. Халберт познайомився з Кадзуєю, коли король став свідком його суперечки з дитячою подругою Каеде Фоксією. Замість того, щоб заарештувати його за образу величності, Халберта перевели до Армії під юрисдикцію Кадзуї. Відтоді вони стали друзями, і Халберт є одним із небагатьох, кому дозволено нехтувати правилами королівського етикету в присутності Кадзуї. Після Кризи Шторму стало відомо, що він заручився з Каеде. Він також є напарником Рубі, Червоного Дракона з Гірського хребта Зоряних Драконів.
Каеде Фоксія (яп. カエデ・フォキシア, Kaede Fokishia)
Представниця раси Містичних Лисиць, Каеде є дочкою дворянського дому Фоксія та дитячою подругою Халберта Магни. Вона розумна й талановита молода жінка, маг армії, що спеціалізується на магії Землі. Наразі Каеде працює офіцером штабу під командуванням капітана Людвіна Аркса і є безпосередньою начальницею Халберта, що часом їх і тішить, і дратує. Вона глибоко піклується про Хала й захищала його, коли вони вперше зустріли Кадзуя. Після Кризи Шторму стало відомо, що Каеде заручена з Халбертом, коли вона докорила йому за необдумане катання на спині Рубі.
Людвін Аркс (яп. ルドウィン・アークス, Rudowin Ākusu)
Капітан Королівської гвардії та командувач армії під прямим керівництвом Кадзуї. Він є популярною особою в королівському дворі, але, незважаючи на свою привабливість і становище, залишається неодруженим. Це здебільшого пов'язано з чутками про фінансові труднощі, адже Людвіна часто бачать за обідом найдешевших страв у їдальні замку. Він є дитячим другом Дженії Максвелл, до якої ставиться з братньою прихильністю, незважаючи на її ексцентричність. Після того як Кадзуя оцінив корисність Дженії як винахідниці, він разом із Лісією переконав Людвіна заручитися з Дженією, на що той сором'язливо погодився.
Дженія Максвелл (яп. ジーニャ・マクスウェル, Jīnya Makusuweru)
Остання з дворянського дому Максвелл і дитяча подруга Людвіна. Вона є ексцентричним генієм і самопроголошеною надученою, яка спеціалізується на вивченні технологій і артефактів, знайдених у різних підземеллях світу. Її таланти визнані Кадзуєю, і король наразі прагне розвивати та впроваджувати кілька її винаходів на благо королівства. Для забезпечення її безпеки та лояльності Кадзуя і Лісія переконали Людвіна та Дженію заручитися, що Дженія прийняла зі стриманою прихильністю, зазначивши, що була впевнена в цьому ще здавна.
Ексель Волтер (яп. エクセル・ヴォルター, Ekuseru Vorutā)
Морська змія, якій понад 500 років на момент призову Кадзуї. Незважаючи на свій вік, як представниця «довговічної» раси, вона все ще виглядає як людина у віці від середини до кінця двадцятих років. Ексель є адміралом Військово-морського флоту Королівства Ельфріден, базується в Лагунному місті в герцогстві Волтер. Вона єдина серед трьох герцогств відкрито підтримала Кадзуя під час громадянської війни.
Кастор Варґас (яп. カストール・バルガス, Kasutōru Barugasu)
Драґонют і генерал Повітряних Сил Королівства Ельфріден. Він лояльний і вмілий воїн, однак імпульсивний у своїх діях. Як глава Варґаського герцогства, під час Громадянської війни він вирішив, що Повітряні Сили займатимуть нейтральну позицію, але публічно підтримав герцога Карміна зі своїми підлеглими з Повітряних Сил. У молодості він намагався побудувати романтичні стосунки з герцогинею Ексель Вальтер, але був відкинутий. Врешті він одружився з однією з дочок герцогині, ставши її зятем. Хоча він був переможений і поневолений за допомогою рабської пов'язки Кадзуї під час Громадянської війни, Кадзуя вирішив пощадити Кастора від страти за зраду.
Карла Варґас (яп. カルラ・バルガス, Karura Barugasu)
Драґонют і донька Кастора. Вона є старшою дитиною Кастора, має молодшого брата на ім'я Карл. Вона була подругою Лісії під час їх навчання в військовій академії. Попри спроби Лісії використати зв'язок з Карлою для того, щоб переконати її підтримати Кадзуї під час Громадянської війни, Карла залишилася на боці батька. Кастор намагався позбавити її спадщини разом із її матір'ю та братом, аби уберегти від можливих звинувачень у зраді. Вони були переможені Кадзуєю, і Карлу було вдягнуто рабську пов'язку, що змусило її стати союзницею Кадзуї. Кадзуя вирішив також пощадити Карлу від страти за зраду, примусивши її стати однією з придворних покоївок. Попри це падіння, вона залишалася в добрих стосунках з Кадзуєю та Лісією, яка все ще вважає її подругою.
Георг Кармін (яп. ゲオルグ・カーマイン, Georugu Kāmain)
Людино-лев і генерал Армії Королівства Ельфріден. Він був лояльним васалом, широко шанованим тактиком і наставником Лісії. Однак під час Громадянської війни він став публічним супротивником правління Кадзуї як короля. Після його поразки в Громадянській війні стало відомо, що насправді він підтримував рішення Кадзуї, але жертвував собою, щоб стати точкою опору для внутрішніх ворогів Кадзуї серед дворянства Ельфрідену. Хоча він був засуджений до страти за зраду, Кадзуя запропонував йому «отруєне вино», щоб він зміг уникнути своєї кари. Хоча офіційно він вважався мертвим, один з лідерів особистої шпигунської мережі Кадзуї, Чорних Котів, підозріло схожий на «померлого» герцога.
Альберт Ельфріден (яп. アルベルト・エルフリーデン, Aruberuto Erufurīden)
Попередній король Ельфрідену до Кадзуї та батько Лісії. Він був відомий як дружній, але в цілому слабкий король. Для того, щоб задовольнити вимоги Імперії Великого Хаосу щодо фінансової допомоги або виклику героя, він наказав провести виклик, що призвів до появи Кадзуї у цьому світі. Побачивши початкові плани Кадзуї, він відрікся від трону на користь Кадзуї і домовився про шлюб Лісії з ним. Альберт одружився з королівською родиною через Елішу, тому він не є технічною кровною королівською особою. Також було розкрито, що в альтернативному часовому контексті він вигнав Кадзуї через проблеми з аристократами, що призвело до падіння королівства, але завдяки здібностям його дружини він змінив своє рішення, змінюючи дистопічне майбутнє.
Еліша Ельфріден (яп. エリシャ・エルフリーデン, Erisha Erufurīden)
Попередня королева Ельфрідену до Кадзуї та мати Лісії. Вона була тихою жінкою, яка передавала рішення щодо керівництва Альберту, незважаючи на те, що технічно вона була королівською кров'ю. Вона є єдиною живою членкинею королівської родини з часів війни за спадкування, яка відбулася після смерті «короля перед попереднім королем», де «попередній король» був Альбертом. Вона володіє темною магією, яку вона розкрила Кадзуї після подій Громадянської війни. Її здатність дозволяє їй відправляти спогади до її минулого я, щоб змінити хід подій. Вона може використовувати цю здатність і на інших людей одночасно. Було розкрито, що ця здатність була причиною її виживання під час війни за спадкування і стала каталізатором того, що Альберт відрікся від трону на користь Кадзуї.
Гетсбі Колбер (яп. ギャツビー・コルベール, Gyatsubī Korubēru)
Колишній міністр фінансів Амідонії та нинішній міністр фінансів Фрідонії. Разом із Ророа він намагався відмовити Гаюсу та Юліюса Амідонії від вторгнення в Ельфріден, але був неуспішним, що призвело до Громадянської війни. До початку конфлікту він зник з амідонійської столиці Ван разом з Ророа та кількома іншими бюрократами, лояльними їй. Під час амідонійської революції він повернувся з іншими і був призначений на свою нинішню посаду Кадзуєю.

### Князівство Амідонія
Гайус Амідонія (яп. ガイウス・アミドニア, Gaiusu Amidonia)
Останній суверенний принц Князівства Амідонія, Гайус Амідонія VIII — одна з ключових фігур під час Односемиденного конфлікту. Порушивши південно-західний кордон Ельфрідену, Гайус розпочав облогу міста Альтомура. Завдяки хитрому плану, розробленому Кадзуєю, Хакуєю та Георгом Карміном, Ельфріден зміг перехитрити Гайуса, змусивши його відступити назад в Амідонію. У наступній битві Кадзуя особисто поклав кінець життю Гайуса, але перед своєю смертю Гайус наказав синові зберігати вогонь помсти. Смерть Гайуса призвела до окупації столиці Амідонії, Ван, силами Ельфрідену.
Юліус Амідонія (яп. ユリウス・アミドニア, Yuriusu Amidonia)
Син Гайуса та старший брат Ророа, Юліус Амідонія — принц, який поспішно успадкував своє становище від батька перед його смертю. Однак після завершення переговорів з Імперією Великого Хаосу та повернення країни під його управління, в країні почали спалахувати бунти через його неефективне і жорстоке керівництво. Юліус сам був вигнаний з країни і втік до Імперії. Завдяки втручанню Ророа, Князівство Амідонія було анексоване Ельфріденом, з додатковим бонусом — шлюбом принцеси Ророа.

### Велика Імперія Хаосу
Марія Ейфорія (яп. マリア＝ユーフォリア, Maria Yūforia)
Відома як Свята, Марія є імператрицею Імперії Великого Хаосу. Вона виступила за Декларацію Загального Фронту Людства проти Демонів, просто відому як Декларація Людства, і є ідеалістичною протилежністю Кадзуї. Після семиденного конфлікту та анексії Амідонії, Кадзуя і Марія уклали таємний союз, щоб підготуватися до повномасштабної війни з Доменією Демонічного Лорда.
Жанна Ейфорія (яп. ジャンヌ＝ユーフォリア, Jan'nu Yūforia)
Молодша сестра Марії, Жанна була тією, кого Імперія Великого Хаосу надіслала для участі в переговорах між Королівством Ельфріден і Князівством Амідонія. З того часу вона підтримує постійний контакт з Королівством Ельфріден (тепер Королівством Фрідонія) через ювелірний камінь для передачі повідомлень, особливо з прем'єр-міністром Хакуєю Квонміном, з яким вона має близькі стосунки, незважаючи на те, що рідко зустрічалася з ним особисто.

### Гірський хребет Зоряний Дракон
Тіамат (яп. ティアマト, Tiamato)
Відома як Мати Драконів, вона є давнім драконом, правителькою Гірського Хребта Зоряних Драконів. Її вік невідомий, але вона також має титул Стародавньої, пояснити який їй не надано прав. Володіє великими магічними силами, зокрема здатністю перетворюватися на людську форму, телепатією та можливістю телепортації.
Рубі (яп. ルビィ, Rubi)
Червоний дракон, що живе в Горах Зіркових Драконів. Вона була однією з драконів, які прямо буліли Наден через її зовнішність та здібності. Під час Кризису Шторму в Горах Зіркових Драконів її побили інші дракони, звинувачуючи її у зникненні Наден. Після повернення Наден Рубі першою вирішила допомогти їй, щоб відновити її гордість. Незважаючи на те, що вона не могла використовувати свої крила під час шторму, за допомогою Халберта вона влетіла в бурю і допомогла Наден протягом кількох хвилин, а потім передала повідомлення іншим драконам. Оскільки під час цих подій Халберт їздив на її спині, Рубі більше не вважалася дівчиною і уклала контракт з Халбертом з благословення Матері Драконів.
Пай Лонг (яп. パイ・ロン, Pai Ron)
Білий дракон і єдиний, кого Наден вважає другом. Пай часто турбується про Наден і постійно підтримує її, незважаючи на те, що не повністю розуміє її захоплення людською культурою.

## Медіа

### Ранобе
Як герой-реаліст перебудовує королівство написано Додзьомару та ілюстровано Фуююкі. Серія почалася як веб-роман у 2014 році на Shōsetsuka ni Narō, але пізніше була видалена та продовжена на Pixiv. Згодом серія була придбана Overlap, які опублікували перший том як легкий роман під своїм imprint Overlap Bunko у 2016 році. Цифровий англомовний видавець J-Novel Club оголосив про придбання серії 23 лютого 2017 року. Друкована версія опублікована Seven Seas Entertainment. Станом на лютий 2024 року вийшло дев'ятнадцять томів. Серію планується завершити виходом її двадцятого тому.

### Манґа
Манґа-адаптація серії, намальована Сатосі Уедою, почала серіалізацію на вебсайті Comic Gardo від Overlap 10 липня 2017 року. Серія також ліцензована в Північній Америці видавцем J-Novel Club. Станом на липень 2024 року вийшло дванадцять томів танкобонів.

### Аніме
Анонс аніме-адаптації був зроблений Overlap 17 квітня 2020 року, Серіал анімувала студія J.C. Staff, режисером став Такасі Ватанабе, сценарії написали Ґо Дзаппа та Хіросі Оноґі, персонажі були спроєктовані Маї Оцукою, а музику для серіалу створив Акіюкі Татеяма. Перша половина сезону виходила з 4 липня по 26 вересня 2021 року на Tokyo MX і BS11. Перша половина складається з 13 серій, Друга половина виходила з 9 січня по 3 квітня 2022 року. Перший опенінг «Hello Horizon» виконаний Інорі Мінасе, а перший ендінг «Kazanear» виконаний Аймі. Другий опенінг — «Real-Eyes» від Інорі Мінасе, а другий ендінг — «Lights» від Аймі.

## Сприйняття
Ребекка Сільверман з Anime News Network описала перший роман як «той, що трохи нагадує продуманий ісекай», і написала: «Іноді твір містить занадто багато інформаційних завантажень і є деякі проблеми з голосом оповідача, але в загальному, якщо ви коли-небудь хотіли побачити, як викликаний герой робить більше, ніж просто бореться з поганими хлопцями і завойовує серця дам, це книга, яку ви шукали».